# Коко-Вест (Флорида)
Коко-Вест (англ. Cocoa West) — переписна місцевість (CDP) в США, в окрузі Бревард штату Флорида. Населення — 5939 осіб (2020).

## Географія
Коко-Вест розташоване за координатами 28°21′34″ пн. ш. 80°46′16″ зх. д. / 28.35944° пн. ш. 80.77111° зх. д. (28.359514, -80.771157).  За даними Бюро перепису населення США в 2010 році переписна місцевість мала площу 9,40 км², уся площа — суходіл.

## Демографія
Згідно з переписом 2010 року, у переписній місцевості мешкало 5925 осіб у 2205 домогосподарствах у складі 1437 родин. Густота населення становила 630 осіб/км².  Було 2553 помешкання (272/км²).
Расовий склад населення:
| - 47,7 % — білих - 41,3 % — чорних або афроамериканців - 1,0 % — вихідців з тихоокеанських островів - 0,6 % — корінних американців - 0,5 % — азіатів - 5,1 % — осіб інших рас |

До двох чи більше рас належало 3,8 %. Частка іспаномовних становила 10,3 % від усіх жителів.
За віковим діапазоном населення розподілялося таким чином: 26,3 % — особи молодші 18 років, 61,7 % — особи у віці 18—64 років, 12,0 % — особи у віці 65 років та старші. Медіана віку мешканця становила 35,3 року. На 100 осіб жіночої статі у переписній місцевості припадало 92,8 чоловіків;  на 100 жінок у віці від 18 років та старших — 90,6 чоловіків також старших 18 років.
Середній дохід на одне домашнє господарство  становив 31 179 доларів США (медіана — 21 385), а середній дохід на одну сім'ю — 38 216 доларів (медіана — 30 536). Медіана доходів становила 31 620 доларів для чоловіків та 28 125 доларів для жінок. За межею бідності перебувало 44,0 % осіб, у тому числі 70,2 % дітей у віці до 18 років та 28,3 % осіб у віці 65 років та старших.
Цивільне працевлаштоване населення становило 1589 осіб. Основні галузі зайнятості: роздрібна торгівля — 23,3 %, освіта, охорона здоров'я та соціальна допомога — 22,3 %, мистецтво, розваги та відпочинок — 17,0 %.